# Acacia oldfieldii
Acacia oldfieldii é uma espécie de leguminosa do gênero Acacia, pertencente à família Fabaceae.